# Tom Buk-Swienty

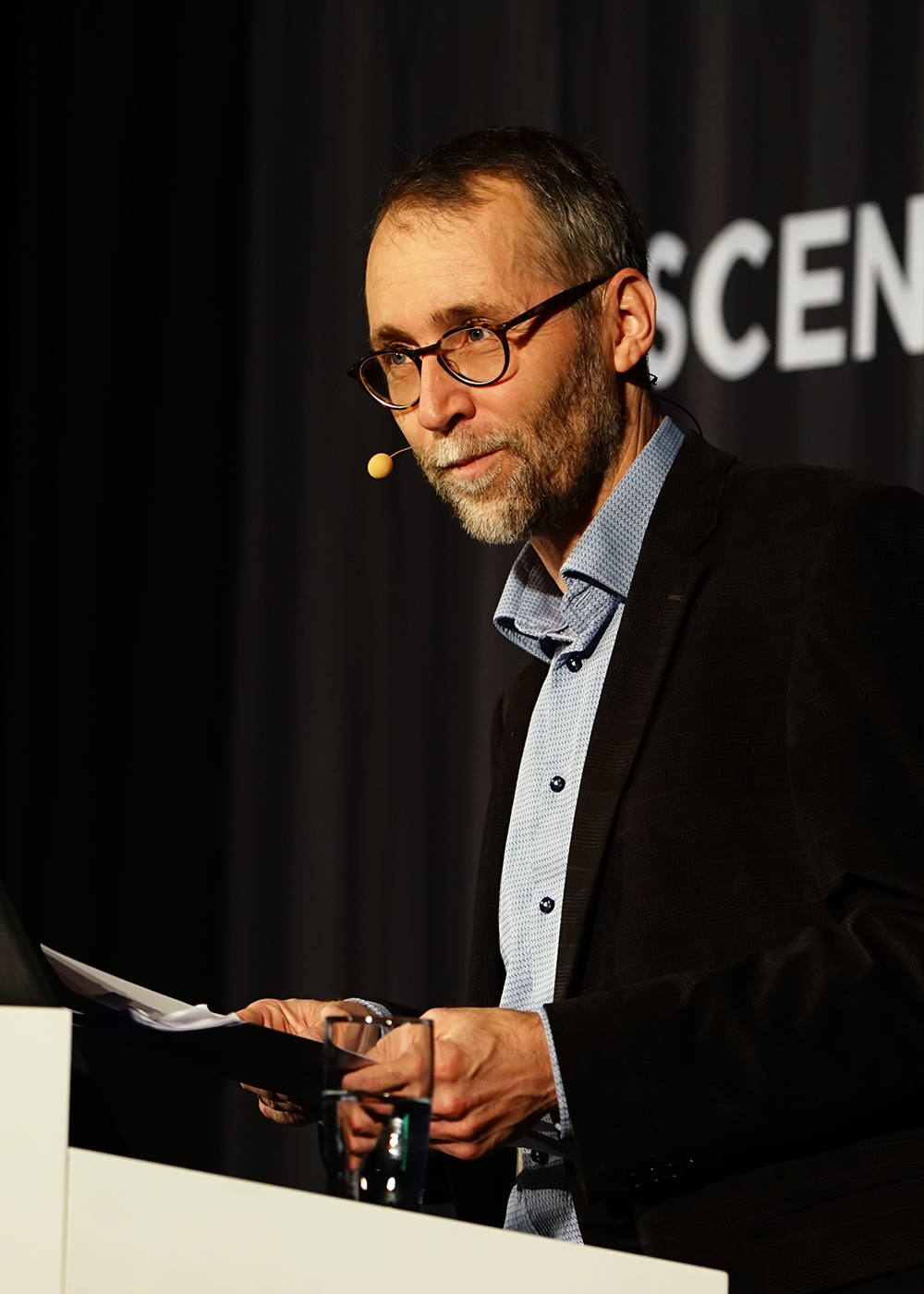
Tom Buk-Swienty (2016)

Tom Buk-Swienty (* 19. Juli 1966 in Eutin) ist ein dänischer Historiker, Journalist und Schriftsteller, dem 2010 der Søren-Gyldendal-Preis verliehen wurde.

## Leben
Nach dem Schulbesuch studierte Buk-Swienty Geschichte mit dem Schwerpunkt Geschichte der Vereinigten Staaten und schloss dieses Studium mit einem Magister ab. Im Anschluss wurde er Korrespondent der Zeitung Weekendavisen in den USA sowie Lektor an der Süddänischen Universität.
1999 gab er sein schriftstellerisches Debüt mit Amerika Maxima (1999), einem Reisebericht über einen von ihm während seines USA-Aufenthalts gemachten Road Trip. 2005 erschien das Buch Den ideelle amerikaner über den aus Dänemark stammenden US-amerikanischen Fotografen und Schriftsteller Jacob August Riis.
Für sein 2008 veröffentlichtes Buch Slagtebænk Dybbøl (dt.: Schlachtbank Düppel) über die Schlacht an den Düppeler Schanzen am 18. April 1864 erhielt er 2009 den Årets Faglitterære Pris für das beste historische Fachbuch. Das Buch diente als Vorlage für die achtteilige Fernsehserie 1864 des dänischen Senders DR1, die am 12. Oktober 2014 Premiere hatte. Geplant ist auch ein Kinofilm. 2010 folgte Dommedag Als über die Niederlage in der Schlacht um die nordschleswigsche Insel Alsen am 29. Juni 1864 und die spätere für Dänemark bittere Friedensregelung nach dem Deutsch-Dänischen Krieg. Beide Bücher wurden zu Bestsellern wegen ihrer spannenden Präsentation sowie der Neuinterpretation dieser Epoche aus der Geschichte Dänemarks. 2010 wurde ihm für diese Bücher der Søren-Gyldendal-Preis verliehen.
Im August 2010 wurde bekannt, dass Buk-Swienty in der Privatkorrespondenz von König Christian IX. Briefe an den preußischen König Wilhelm I. entdeckt hatte, in denen der dänische König den Wunsch aussprach, dass Dänemark in den Deutschen Bund aufgenommen werden möge. So hoffte Christian IX. nach der Niederlage im Deutsch-Dänischen Krieg, die Einheit des Königreichs mitsamt den Herzogtümern Schleswig, Holstein und Lauenburg wahren zu können. Wilhelms Kanzler Otto von Bismarck lehnte jedoch ab, wahrscheinlich um nicht noch einen weiteren Konfliktherd zu schaffen und um Frankreich nicht zu beunruhigen.

## Veröffentlichungen
in deutscher Sprache
- Schlachtbank Düppel, 18. April 1864. Die Geschichte einer Schlacht. Osburg, Berlin 2011, ISBN 978-3-940731-72-2. Rezension von Erich Maletzke in der Schleswig-Holsteinischen Zeitung und Martin Rackwitz im historiografischen Rezensionsjournal Sehepunkte.[2][3]
- Feuer und Blut. Hauptmann Dinesen. Osburg, Hamburg 2014, ISBN 978-3-95510-058-2.
- Die Löwin. Tania Blixen in Afrika. Übers. von Ulrich Sonnenberg. Penguin-Verlag, München 2021, ISBN 978-3-328-60142-5.

in dänischer Sprache
- 1864 i billeder, 2012, ISBN 978-87-02-12054-7, (dt.: 1864 in Bildern)